# Grigorovich IP-1
Il Grigorovich IP-1 fu un aereo da caccia, monoplano ad ala bassa, sovietico prodotto nel 1935. A causa della tendenza ad andare in avvitamento incontrollato ed alla comparsa del superiore Polikarpov I-16 venne presto ritirato dal servizio.

## Contesto storico
Agli inizi degli anni trenta del secolo scorso, un numero sempre maggiore di aerei veniva realizzato in metallo, in quanto sopportavano meglio le sollecitazioni del volo e resistevano maggiormente ai colpi dei proiettili. Il raffinarsi di questa tecnica fece nascere la necessità di aumentare il calibro delle armi in dotazione ai velivoli, tanto da ipotizzare l'utilizzo di cannoni a bordo; questa soluzione, tuttavia, non sembrava attuabile per via del peso notevole e del forte rinculo di tali armi. Il problema venne risolto con la creazione di appositi cannoni aeronautici, con peso e rinculo minore. Nel 1934, Dmitrij Pavlovič Grigorovič progettò un nuovo caccia armato con i cannoni APK-4 con la designazione di fabbrica DG-52, denominazione cambiata dai militari in IP-1 (in russo Истребитель Пушечный?, Istrebitel' Pušečnyj, ossia caccia cannoniere).

## Descrizione
Strutturalmente, l'IP-1 fu progettato come un monoplano ad ala bassa con struttura interna in metallo. I costruttori adottarono una serie di soluzioni, alcune anche non tradizionali, al fine di garantire ottime condizioni di performance e di funzionamento. Caratteristica distintiva del velivolo furono le ali dalla forma ellittica, con struttura interna in acciaio al cromo-molibdeno. Tutto l'aereo era rivestito di metallo, ad eccezione dei timoni di coda, rivestiti di tela. Il velivolo disponeva di un carrello retrattile, soluzione utilizzata per la prima volta in URSS. Come motore venne scelto uno Shvetsov M-25, copia sovietica costruita su licenza dello statunitense Wright R-1820. L'armamento principale prevedeva due cannoni Kurchevski APK-4 con calibro 76,2 mm coadiuvati da mitragliatrici ShKAS ospitate sotto le ali o nella fusoliera.

## Test di volo
I test di volo dell'IP-1 furono eseguiti da gennaio a marzo del 1935. Il mezzo dimostrò subito di avere alta velocità, buona manovrabilità e ottima stabilità di volo, nonché semplicità di utilizzo. La velocità di salita risultò scarsa a causa del grande peso del velivolo, caratteristica per altro comune a molti caccia con armamento pesante. Durante i test vennero rilevati anche diversi problemi, tra i quali: la debolezza della calotta del motore, il surriscaldamento dell'olio del circuito di lubrificazione del motore, difficoltà nel controllo dell'aeromobile al momento della partenza o nel ritiro del carrello, difficoltà nell'utilizzare la mitragliatrice. Inoltre si evidenziò una certa debolezza del rivestimento in metallo e scarsa efficacia degli alettoni. Tuttavia tali problemi potevano essere risolti con piccole modifiche al progetto, che vennero completate nel 1936.

## Produzione
L'IP-1 andò in produzione presso la fabbrica aeronautica N. 135 di Charkiv, dove fu il primo aereo in metallo ad essere realizzato. Parallelamente iniziarono le modifiche e i miglioramenti, introdotti direttamente nel processo di produzione.
Tra il 1936 e il 1937, data della fine della produzione presso la fabbrica No.135, furono realizzati circa 90 esemplari di IP-1.

## Stabilità di volo
Le modifiche apportate al progetto iniziale, come la sostituzione dei cannoni APK-4 con gli ShVAK e l'aumento del numero di mitragliatrici alloggiate a bordo, comportarono uno spostamento del baricentro che influì negativamente sulla stabilità di volo del mezzo. Durante alcune manovre, tra cui il volo a vite piatta, il mezzo tendeva ad andare in avvitamento incontrollato. Per risolvere il problema venne installata sul velivolo una lunga pinna che andava dal poggiatesta del pilota fino al timone di coda, la quale migliorava la stabilità direzionale.

## Impiego operativo
Gli esemplari realizzati vennero consegnati in gran parte alla 43ª brigata aerea, che li utilizzò fino al 1939, quando cominciarono ad essere sostituiti dal Polikarpov I-16, preferito soprattutto a causa della sua costruzione in legno. Da lì le tracce degli IP-1 scompaiono.

## Utilizzatori
Unione Sovietica
- Voenno-vozdušnye sily